# Caryospora schokariensis
Caryospora schokariensis – gatunek pasożytniczych pierwotniaków należący do rodziny Eimeriidae z podtypu Apicomplexa, które kiedyś były klasyfikowane jako protista. Występuje jako pasożyt węży. C. schokariensis cechuje się tym iż oocysta zawiera 1 sporocystę. Z kolei każda sporocysta zawiera 8 sporozoitów.
Obecność tego pasożyta stwierdzono u Psammophis schokari należącego do rodziny połozowatych (Colubridae).
Występuje na terenie Azji.

## Sporulowana oocysta
Jest kształtu sferoidalnego lub jajowatego, posiada brązowo-żółtą ścianę o grubości 1,4 – 1,6 μm. Oocysta posiada następujące rozmiary: długość 44,1 – 52,3 μm, szerokość 30 – 37,4 μm. Brak mikropyli, wieczka biegunowego oraz ciałka biegunowego.

## Sporulowana sporocysta i sporozoity
Sporocysta kształtu owoidalnego o długości 20 – 22,6 μm, szerokości 14,5 – 16,4 μm. Występuje ciałko Stieda oraz substieda body (SBB). Brak parastieda body (PSB).